# 박세이 참크롱
박세이 참크롱(Baksei Chamkrong)은 캄보디아 앙코르 유적에 위치한 힌두사원으로 시바에 봉헌된 사원으로 시바의 황금 상을 봉헌해 두었었다. 앙코르 톰 남문으로 들어가다보면, 왼쪽 편으로 박세이 참크롱이 보인다.
야소바르만 왕을 위해 그의 아들 하르사바르만이 지은 사원이며, 라젠드라바르만 2세(944년 - 968년) 때 완공되었다.

## 개요
박세이 참크롱이라는 말은 "날개 아래로 피한 새"를 의미하며, 전설에서 온 것이다.

## 같이 보기
- 앙코르 유적